# Подлесный (Фёдоровский район)
Подлесный (баш. Подлесный) — упразднённый в 2005 году хутор Булякаевского сельсовета Фёдоровского района Республики Башкортостан.

## География
Находился возле селения Верхний Алыштан.
Хутор был расположен у кромки леса, отчего получил своё название.
Расстояние до (на 1 января 1969):

- районного центра (Фёдоровка): 16 км,
- центра сельсовета (Верхний Алыштан): 2 км,
- ближайшей ж/д станции (Мелеуз): 72 км.

## История
На 1 июня 1952 года, на 1 января 1969 года, 1 июля 1972 года, на 1 сентября 1981 года — входил в Булякаевский сельсовет.
Упразднён Законом Республики Башкортостан от 20 июля 2005 года № 211-з «О внесении изменений в административно-территориальное устройство Республики Башкортостан в связи с образованием, объединением, упразднением и изменением статуса населённых пунктов, переносом административных центров».

## Население
На 1 января 1969 года проживали 90 человек; преимущественно мордва.
Население на 1 января 2002 года составляло 0 человек